# الأستاذ (مجلة)
مجلة الأستاذ كانت مجلة ساخرة أدبية وسياسية أسسها عبد الله النديم في القاهرة، مصر، ونشرت لمدة إحدى عشر شهرًا في الفترة من آب 1892 إلى حزيران 1893. على الرغم من أنها كانت مطبوعة قصيرة العمر، إلا أنها لعبت دورًا مهمًا في تطوير نوع القصة القصيرة في اللغة العربية.

## التاريخ والملف الشخصي
أطلق عبد الله النديم، الكاتب والناشط السياسي المصري، مجلة الأستاذ، باعتبارها مجلته الثالثة في القاهرة عام 1892. صدر العدد الأول في 24 آب 1892. كان النديم يعيش خارج القاهرة لمدة عقد من الزمان بعد ثورة عرابي، وبدأ في تأسيس مجلة الأستاذ بعد فترة وجيزة من عودته إلى المدينة. أسس مجلتين هما التنكيت والتبكيت ومجلة الطائف قبل نفيه. ويرى صبري حافظ أن مجلة الأستاذ هي الأبرز من بين مجلاته من حيث تأثيرها.
اعتمد النديم على نهج عقلاني عندما أسس مجلة الأستاذ والتي تضمنت محتوى ورسومات ساخرة، ومواد خيالية تعليمية ومقالات سياسية. وقد كتبت المواد الخيالية بالنثر العامي مثل تلك الموجودة في مجلة أبو نظارة التي كتبها يعقوب صنوع. في المقالات المنشورة في مجلة الأستاذ، أشار النديم بشكل متكرر إلى كتاباته السابقة المنشورة في مجلته المبكرة "التنكيت والتبكيت" وركز على اللغة العربية عنصرًا رئيسًا في الهوية الوطنية للمصريين، وصلتهم بجيرانهم العرب وتراثهم في أكثر من ألف سنة. كما نشر رسومات عن استهلاك الحشيش الذي اعتبره أحد أسباب تخلف المجتمع المصري. أُجبرت مجلة النديم على إغلاقها تحت إمرة كرومر، المسؤول الاستعماري البريطاني في مصر، وظهر العدد الأخير منها في 13 حزيران 1893، وتضمن خطاب شكر للمشتركين. وفي أعقاب هذه الحادثة غادر النديم مصر بسبب معارضته المستمرة للحكم البريطاني في مصر.